# Spessard Holland

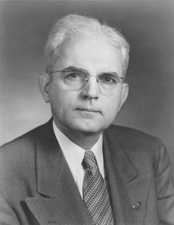
Spessard Holland

Spessard Lindsey Holland, född 10 juli 1892 i Bartow, Florida, död 6 november 1971 i Bartow, Florida, var en amerikansk demokratisk politiker. Han var den 28:e guvernören i delstaten Florida 1941-1945. Han representerade Florida i USA:s senat från 25 september 1946 till 2 januari 1971.
Holland avlade 1912 grundexamen vid Emory College (numera Emory University). Han avlade 1916 juristexamen vid University of Florida. Han tjänstgjorde i Frankrike under första världskriget och befordrades till kapten. Han gifte sig 8 januari 1919 med Mary Agnes Groover. Paret fick fyra barn.
Holland var åklagare för Polk County, Florida 1919-1920. Han var därefter domare i Polk County 1921-1929. Han var ledamot av delstatens senat 1932-1940. Han efterträdde 1941 Fred P. Cone som guvernör. Delstaten köpte 1944 träskområdet Everglades. Holland var miljövän och köpet av träskområdet möjliggjorde ett framtida grundande av Everglades nationalpark. Södra delen av området förklarades nationalpark två år efter att Holland hade lämnat guvernörsämbetet.
Senator Charles O. Andrews avled 1946 i ämbetet och Holland blev utnämnd till senaten. Han valdes fyra gånger till en sexårig mandatperiod i senaten efter att ha fullbordat Andrews mandatperiod. Holland bestämde sig för att inte kandidera till omval i senatsvalet 1970. Han förlorade aldrig ett val. Holland stödde Lawton Chiles i senatsvalet 1970. Han efterträddes av Chiles i januari 1971.
Holland var metodist. Hans grav finns på Wildwood Cemetery i Bartow.